# Don’t Leave Me Now
Don’t Leave Me Now – utwór muzyczny brytyjskiego zespołu rockowego Pink Floyd. Pochodzi z wydanej w 1979 roku rockowej opery/albumu koncepcyjnegou The Wall, i – jak większość utworów z tej płyty – napisany został przez ówczesnego lidera grupy, Rogera Watersa.

## Kompozycja
Utwór jest podzielony na dwie główne części; pierwsza z nich jest raczej nieharmonijna i mało dynamiczna, oparta głównie na ociężałych dźwiękach pianina i pogłosach generowanych przez syntezator. Wokal Watersa ma tu gorzkie i cyniczne brzmienie (podobnie jak w „The Thin Ice”), co w sposób bardzo charakterystyczny podkreśla przesłanie napisanych przez niego, osobistych w wymowie tekstów. Druga część zawiera bardziej emocjonalne, wystosowane z pewną nutą wyrzutu błaganie, jest też przy tym nieco głośniejsza i bardziej dynamiczna. Utwór kończy się odgłosem gwałtownego przeszukiwania kanałów w telewizorze, po czym następuje histeryczny, pełen wściekłości krzyk. Jest to prawdopodobnie najsmutniejsza piosenka na albumie, dobitnie wskazująca na niewierność żony i rozpad związku Pinka, oraz na jego postępującą izolację i degradację psychiczną. Muzyka obrazująca te wydarzenia i emocje jest więc odpowiednio wolna, ociężała i dysharmonijna, zawiera też nieco żałobne gitarowe solo.

## Fabuła
Jak wszystkie utwory na płycie, „Don’t Leave Me Now” przedstawia część historii jej głównego bohatera, gwiazdora rockowego imieniem Pink. Pogrążony jest on w silnej depresji po nieudanych próbach nawiązania jakiegokolwiek kontaktu ze swą niewierną żoną lub też chociaż z jawnie uwodzącą go groupie. Ma mieszane i skomplikowane uczucia co do utraconej małżonki; z jednej strony błaga ją, żeby nie odchodziła, ponieważ ich związek wciąż jeszcze ma jakieś podstawy i rację bytu – pewnie zdaje sobie także sprawę z faktu, że jest właściwie jedynym, co stoi pomiędzy nim a całkowitą samotnością i pustką emocjonalną. Jednak z drugiej strony doskonale rozumie, że taka relacja jest dla kobiety bolesna i wyniszczająca, że jej kontynuacja uratowałaby może jego, ale za to do reszty pogrążyła ją – ponieważ jedyne, co on jej może zaoferować to „rozgniecenie na miazgę w sobotnią noc”.

## Wersja filmowa
Sekwencje obrazujące ten utwór w filmie Alana Parkera rozpoczynają się wizją szczątków pokoju hotelowego, a następnie przenoszą się do basenu, gdzie widzimy unoszącego się biernie na wodzie bohatera. Ponieważ wcześniej się pokaleczył, krew z jego lewej ręki rozlewa się po powierzchni. Potem następuje sekwencja przedstawiająca Pinka oglądającego program w TV. Tańczący na czarnej ścianie cień jego żony ulega metamorfozie w modliszkowatego potwora, po czym w dziwaczny, przypominający pochwę kwiat znany z fragmentu obrazującego „What Shall We Do Now?”. Pod koniec utworu widzimy bohatera kulącego się w kącie pokoju, dręczonego zarówno przez wizję pochylającej się nad nim modliszki, jak i przez myśli o pozamałżeńskich stosunkach żony, które widzimy nałożone na ten obraz.

## Wykonawcy
- Roger Waters – gitarowe efekty echa, VCS3, wokal
- Nick Mason – perkusja
- David Gilmour – gitara basowa, gitary, chórki, odgłos oddechu
- Rick Wright – pedały basu, instrumenty klawiszowe, syntezator